# Henri Weewauters
Henricus Léon Alphonsus „Henri” Weewauters (ur. 8 listopada 1875 w Wilrijk, zm. 7 czerwca 1962 w Edegem) – belgijski żeglarz, olimpijczyk, dwukrotny medalista olimpijski.
Na Letnich Igrzyskach Olimpijskich 1908 zdobył srebro w żeglarskiej klasie 6 metrów. Załogę jachtu Zut tworzyli również Léon Huybrechts i Louis Huybrechts.
Dwanaście lat później zdobył zaś brąz w klasie 8 metrów (formuła 1919) na jachcie Antwerpia V. Załogę uzupełniali wówczas Willy de l’Arbre, Georges Hellebuyck, Léopold Standaert i Albert Grisar.